# Браян Деніс Кокс
Браян Деніс Кокс (англ. Brian Denis Cox; нар. 1 червня 1946, Данді, Шотландія) — шотландський актор, лауреат премій «Еммі» і BAFTA.
Знімався в таких фільмах, як «Троя», де грав Агамемнона, «Ідентифікація Борна», «Роб Рой», «Хоробре серце», «Матч-пойнт», «Розтин Джейн Доу» і «Люди Ікс 2», в ролі Вільяма Страйкера. Він дебютував у кіно у фільмі «Микола і Олександра», у 1971 р. Був першим актором, який зобразив Ганнібала Лектера у фільмі («Мисливець на людей», 1986). Він також працював з Деніелом Дей-Льюїсом у фільмі «Боксер» Джима Шерідана.
Він працював в Dundee Repertory Theatre і протягом декількох років навчався в Лондонській академії музичного і драматичного мистецтва. Кокс був одружений з Каролін Берт з 1968 р., розлучився у 1986 р. Він одружився з Ніколь Ансарі у 2002 р. Від Берт у нього двоє дітей, з Ансар він виховує двоє синів.